# Zella Day
Zella Day Kerr (Pinetop, Arizona, 13. ožujka 1995.) bolje poznata pod imenom Zella Day je američka pjevačica i tekstopisac iz Pinetopa u Arizoni.

## Život i karijera

### Početci
Zella je rođena i odrasla u gradu Pinetop, Arizona.

### KickeriZella Day(2012. − danas)
Zella je izdala svoj prvi singl te preradu pjesme The White Stripesa, "Seven Nation Army" 14. lipnja 2014. godine, pod Wax LTD Records. Sudjelovala je u singlu Sultan & Ned Shepard "All These Roads" u suradnji sa Samom Martinom. Ubrzo nakon toga je izdan video spot 22. listopada 2013. godine. Dana 21. ožujka 2014. Zella Day je izdala audio verziju svoje pjesme "1965". Pjesma je izišla kao njezin debi singl, "1965/Sweet Ophelia". Singl je izdan u travnju 2014. godine, u istom mjesecu kao i njen prvi EP Zella Day. Video spot za Sweet Ophelia je izdan 24. listopada 2014. EP sadržava pjesme "Sweet Ophelia", "Hypnotic", East of Edan" i "Compass" međutim pjesma "1965" je izbačena bez navedenog razloga. EP se pozicirao na 16 mjestu Billboard Heatseekers ljestvice.
Pjesma "Hypnotic" iz njezinog EP-a bila je besplatna na iTunesu, koja je bila "Singl tjedna". "Hypnotic" je postao drugim singlom EP-a. Video spot za pjesmu izdan je 27. veljače 2015. i pregledan preko 5 milijuna pogleda. Godine 2015. Day je izjavila da će njezin debi album biti izdan 2. lipnja 2015. godine pod nazivom Kicker pod izdavačkom kućom Hollywood Records. Pjesma "Sacrifice" se pojavila na soundtracku filma Trilogije Drugačija: Pobunjeni. Pjesma "Compass" se pojavila u 407. epizodi serije Catfish. Postigla je i uspjeh u televizijskom debiju 10. lipnja 2015. godine sa svojim sastavom u emisiji "Conan" te izvela pjesmu "High". Zella Day je nastupila u TV emisiji "Late Night with Seth Meyers", te izvela pjesmu "Hypnotic". Zella Day je nastupila na festivalu Coachella 2016.

## Diskografija

### Albumi

#### Studijski albumi
| Naziv           | Detalji albuma                                                                                      | Dosegnuta pozicija | Dosegnuta pozicija | Dosegnuta pozicija | Dosegnuta pozicija | Prodaja | Certifikacija |
| Naziv           | Detalji albuma                                                                                      | US                 | US Digital         | US Alt.            | US Sales           | Prodaja | Certifikacija |
| --------------- | --------------------------------------------------------------------------------------------------- | ------------------ | ------------------ | ------------------ | ------------------ | ------- | ------------- |
| Powered by Love | - Izdano 8. veljače 2009. - Diskografska kuća: Zella Day Music - Format: CD                         | —                  | —                  | —                  | —                  |         |               |
| Kicker          | - Izdano 29. lipnja 2015 - Diskografska kuća: Pinetop, Hollywood - Format: CD, LP, digital download | 65                 | 23                 | 7                  | 41                 |         |               |

#### EP-ovi
| Naziv               | Detalji albuma                                                                     | Ljestvica | Ljestvica |
| Naziv               | Detalji albuma                                                                     | US        | US Heat   |
| ------------------- | ---------------------------------------------------------------------------------- | --------- | --------- |
| Cynics vs. Dreamers | - Izdano 22. svibnja 2012 - Diskografska kuća: Wax Ltd. - Format: Digital download | —         | —         |
| Zella Day           | - Izdano u rujnu 2014. - Diskografska kuća: Pinetop - Format: LP, digital download | —         | 16        |

## Vanjske poveznice
- Službena stranica